# Praia do Caixão
A Praia do Caixão é uma praia do Arquipélago de São Tomé e Príncipe, localiza-se a Oeste da ilha do Príncipe localizada entre a Prainha e a Baía das Agulhas, frente ao Morro Fundão, na foz do Rio Água Cascata.